# ليبرتاتيا

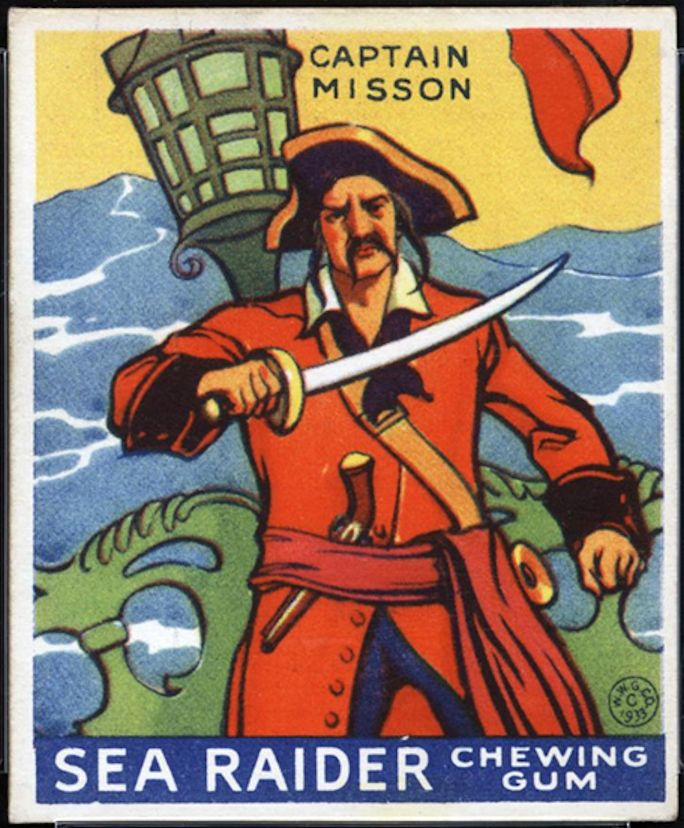
الكابتن ميسون ، الذي وصفه جونسون بأنه مؤسس ليبرتاليا الخيالية

ليبرتتيا (المعروفة أيضًا باسم Libertatia) كانت مستعمرة أناركية مزعومة تأسست في أواخر القرن السابع عشر في مدغشقر على يد قراصنة تحت قيادة الكابتن جيمس ميسون (الاسم الأخير مكتوب أحيانًا «المهمة»، الاسم الأول أحيانًا «أوليفييه»).
وسواء كانت ليبرتاليا موجودة بالفعل أم لا، فهناك خلاف. تم وصفه في كتاب «تاريخ عام للقراصنة» للكابتن تشارلز جونسون، وهو شخص غير معروف على الأرجح والذي ربما كان اسمًا مستعارًا لدانييل ديفو. حسب وصف جونسون، استمرت ليبراليا لمدة 25 عامًا تقريبًا. الموقع الدقيق غير معروف. ومع ذلك، تقول معظم المصادر أنها امتدت من خليج أنتونجل إلى مانانجاري، فيانارانتسوا، بما في ذلك إيل سانت ماري ومهافيلونا. شارك في تأسيسه توماس تيو، ميسون وكاهن دومنيكي يدعى Signor Caraccioli.